# Мельников, Илиодор Иванович
 Илиодор Иванович Мельников (13 ноября 1866 — 25 февраля 1927) — генерал-майор Российской императорской армии. Участник Первой мировой войны. Обладатель Георгиевского оружия.

## Биография
Илиодор Иванович родился 13 ноября 1866 года. По вероисповеданию был православным. Окончил 2-й кадетский корпус. 1 сентября 1886 года поступил на службу в Российскую императорскую армию. Окончил 1-е военное Павловское училище, из которого был выпущен в 40-й пехотный Колыванский полк, со старшинством в чине подпоручика с 7 августа 1887 года. 9 августа 1888 года получил старшинство в чине подпоручика гвардии, 9 августа 1892 года — в чине поручика, 6 декабря 1899 года — в чине штабс-капитана, 6 декабря 1900 года — в чине капитана. С 25 декабря 1901 по 6 декабря 1906 был командиром роты в Павловском военном училище. Был произведён в полковники, со старшинством с 6 декабря 1906 года. С 23 июля 1912 года по 21 мая 1915 года занимал должность командира 204-го пехотного Ардагано-Михайловского полка.
Принимал участие в Первой мировой войне. 21 мая 1915 года «за отличия в делах» был произведён в генерал-майоры, со старшинством с 21 октября 1914 года. 21 мая 1915 года назначен командующим 204-го пехотного Ардагано-Михайловского полка. По состоянию на 28 июня 1915 года оставался том же чине и служил на той же должности. До 14 март 1916 года состоял в резерве чинов при штабе Петроградского военного округа. 14 марта 1916 года назначен начальником 14-й пехотной запасной бригады. По состоянию на 6 декабря 1916 года оставался том же чине и служил на той же должности.
Эмигрировал во Францию, скончался 25 февраля 1927 в Париже. Был похоронен на кладбище Пантен.

## Награды
Илиодор Иванович был награждён:
- Георгиевское оружие (Высочайший приказ от 21 марта 1915[2])
— «за то, что 23 сент. 1914 г., наступая с полком для занятия дер. Кленова Гура, когда по пути наступления оказался лес, занятый противником и остававшейся долгое время в его руках, лично повел 1-й баталион во фланг противника со стороны д. Марины и выбил немцев из леса, после чего полк преследовал противника до д. Кленова-Гура, которая и была взята.»
- Орден Святого Владимира 3-й степени (Высочайший приказ от 14 мая 1914); мечи и бант к ордену (утверждены Высочайшим приказом от 16 мая 1915);
- Орден Святого Владимира 4-й степени (1909); мечи и бант к ордену (Высочайший приказ от 28 июня 1916);
- Орден Святой Анны 2-й степени (1905);
- Орден Святого Станислава 1-й степени (Высочайший приказ от 6 декабря 1916)
— «за отлично-ревностную службу и особые труды, вызваные обстоятельствами текущей войны»;
- Орден Святого Станислава 2-й степени (1903).